# 尾斑掛帆鱚
尾斑掛帆鱚（学名：Bembrops caudimacula），又名尾斑鯒狀魚、鴨嘴鱚，为鴨嘴鱚科鯒狀魚屬下的一个种。